# ریتا لوی مونتالچینی
ریتا لوی مونتالچینی (ایتالیایی: Rita Levi-Montalcini؛ زاده ۲۲ آوریل ۱۹۰۹ – درگذشته ۳۰ دسامبر ۲۰۱۲) عصب‌شناس اهل ایتالیا بود.
وی همچنین برنده جوایزی همچون جایزه نوبل فیزیولوژی و پزشکی و نشان ملی علوم شده‌است.
لوی مونتالچینی در ۳۰ دسامبر ۲۰۱۲ در سن ۱۰۳ سالگی درگذشت.
ریتا لوی-مونتالچینی در سال ۱۹۰۹ در شهر تورینِ ایتالیا به دنیا آمد. او یک دانشمند بود که حوزهٔ تخصصی‌اش عصب‌شناسی بود. لوی-مونتالچینی یک جایزهٔ نوبل در حوزهٔ فیزیولوژی یا همان پزشکی دریافت کرد. با این وجود، ریتا زندگی راحتی نداشت. او که در دوران جنگ جهانی، در دانشگاه مشغول به تحصیل بود، به خاطر زن بودن و یهودی بودنش با مشکلات زیادی رو به رو شد. به دستور بنیتو موسولینی، نخست‌وزیر آن زمان ایتالیا، قوانینی علیه یهودیان در این کشور وضع شده بود، به همین دلیل، ریتا مجبور شد کارش در دانشگاه را رها کند و آزمایش‌هایش را در خانه انجام دهد. در آنجا او برای خود یک آزمایشگاه ساخت که تنها تجهیزاتش یک میکروسکوپ و تعدادی ظرف معمولی بود که برای انجام آزمایش تغییراتی در آن‌ها داده بود.
اما ریتا باز هم از عواقب روزهای سیاه دوران جنگ جهانی در امان نماند. در سال ۱۹۴۱ شهر تورین بمباران شد و ریتا مجبور شد به یک خانهٔ روستایی در کوهستان نقل مکان کند و همهٔ ابزارهای آزمایشگاهی اش را هم با خود به آنجا برد. در آن فضای روستایی ریتا برای اینکه بتواند تحقیقاتش را ادامه دهد مجبور بود خلاقیت زیادی به خرج دهد، با این حال، او مدت زیادی آنجا نماند. بعد از حملهٔ نیروهای ارتش نازی، ریتا مجبور شد به مناطق دورتری در جنوب ایتالیا فرار کند. با پایان جنگ، تلاش‌ها و تحقیقات چندین سالهٔ ریتا و همکارش، استنلی کوهن، که متخصص علم بیوشیمی بود، به بار نشست. ریتا موفق به ایزوله کردن «فاکتور رشد اعصاب» شد، نوعی پروتئین که برای ادامهٔ حیات نورون‌ها ضروری است. این اولین یافته در زمینهٔ ارتباط سلول به سلول بود.